# Гі (фільм)
«Гі» (фр. Guy) — французький драмедійний фільм 2018 року, поставлений режисером Алексом Лутцем. Світова прем'єра відбулася у травні 2018 році на 71-му Каннському міжнародному кінофестивалі, де фільм брав участь в конкурсній програмі Міжнародного тижня критики.

## Сюжет
Молодий журналіст виявляє, що в минулому відомий співак Гі Жаме, якого обожнювала його мати, насправді, є його батьком. Він вирішує зняти про нього документальний фільм, аби ближче пізнати новоспеченого родича.

## У ролях
| • Алекс Лутц       | … | Гі Жаме                     |
| • Том Дінглер      | … | Готьє                       |
| • Паскаль Арбійо   | … | Софі Равель                 |
| • Ніколь Кальфан   | … | Стефані Мадгані, прес-аташе |
| • Дані             | … | Анна-Марі                   |
| • Елоді Буше       | … | молода Анна-Марі            |
| • Марина Гендс     | … | Кріс-Єва                    |
| • Джулі Арнольд    | … | Наталі                      |
| • Патрік Де Валетт | … | Гран-Дюк                    |
| • Вінсент Еден     | … | вебмайстер Гі               |
| • Бруно Сансес     | … | Фредерік, син Гі            |
| • Жулі Арнольд     | … | Наталі                      |

## Знімальна група
- Автор сценарію — Алекс Лутц, Анаїс Дебан, Тібо Сегуен
- Режисер-постановник — Алекс Лутц
- Продюсер — Урі Мільштейн
- Виконавчий продюсер — Меттью Ґледгілл
- Співпродюсер — Жан-Марк Дюмонте
- Оператор — Матьє Ле Ботлан
- Композитори — Венсан Бланшар, Ромен Грефф
- Монтаж — Александр Доно, Александр Вестфал
- Художник-постановник — Паскаль Легеллек

## Саундтрек
| #   | Назва                          | Виконавець                              | Тривалість |
| --- | ------------------------------ | --------------------------------------- | ---------- |
| 1.  | «Dadidou»                      | Гі Жаме (Алекс Лутц) та Анна-Марі       | 2:39       |
| 2.  | «Je t'attendrai»               | Гі Жаме                                 | 2:10       |
| 3.  | «Homme et femme»               | Гі Жаме                                 | 2:56       |
| 4.  | «Daddy»                        | Гі Жаме                                 | 3:53       |
| 5.  | «Sans un regard»               | Гі Жаме                                 | 3:15       |
| 6.  | «Cara mia»                     | Гі Жаме                                 | 2:26       |
| 7.  | «Dadidou 2018»                 | Гі Жаме, Анна-Марі (Дані та Елоді Буше) | 3:33       |
| 8.  | «Daddy 2018»                   | Гі Жаме, Анна-Марі (Дані та Елоді Буше) | 3:49       |
| 9.  | «Caresse»                      | Гі Жаме                                 | 4:33       |
| 10. | «Passionnément»                | Гі Жаме, Катя Лангофф                   | 3:49       |
| 11. | «Déesse de mes rêves éveillés» | Гі Жаме                                 | 3:41       |
| 12. | «Dadidou 2017»                 | Гі Жаме та Жанет                        | 2:40       |
| 13. | «Daddy 2017»                   | Гі Жаме                                 | 4:00       |
| 14. | «Caresse 2017»                 | Гі Жаме                                 | 4:31       |
| 15. | «Dadidou final»                | Венсан Бланшар та Ромен Грефф           | 2:34       |

## Нагороди та номінації
| Список нагород та номінацій | Список нагород та номінацій | Список нагород та номінацій     | Список нагород та номінацій                 | Список нагород та номінацій | Список нагород та номінацій |
| Кінофестиваль/Кінопремія    | Рік                         | Категорія                       | Номінант(и)                                 | Результат                   | Дж                          |
| --------------------------- | --------------------------- | ------------------------------- | ------------------------------------------- | --------------------------- | --------------------------- |
| Премія «Люм'єр»             | 4.02.2019                   | Найкращий фільм                 | Гі                                          | Номінація                   |                             |
| Премія «Люм'єр»             | 4.02.2019                   | Найкращий актор                 | Алекс Лутц                                  | Перемога                    |                             |
| Премія «Люм'єр»             | 4.02.2019                   | Найкраща музика до фільму       | Венсан Бланшар, Ромен Грефф                 | Номінація                   |                             |
| Кришталевий глобус          | 2019                        | Найкращий фільм — Комедія       | Гі                                          | Номінація                   |                             |
| Кришталевий глобус          | 2019                        | Найкращий актор                 | Алекс Лутц                                  | Номінація                   |                             |
| Премія «Сезар»              | 22.02.2019                  | Найкращий фільм                 | Гі                                          | Номінація                   | [ 5 ]                       |
| Премія «Сезар»              | 22.02.2019                  | Найкраща режисерська робота     | Алекс Лутц                                  | Номінація                   | [ 5 ]                       |
| Премія «Сезар»              | 22.02.2019                  | Найкращий актор                 | Алекс Лутц                                  | Перемога                    | [ 5 ]                       |
| Премія «Сезар»              | 22.02.2019                  | Найкращий оригінальний сценарій | Алекс Лутц, Анаїс Дебан та Тібо Сегуен      | Номінація                   | [ 5 ]                       |
| Премія «Сезар»              | 22.02.2019                  | Найкраща музика до фільму       | Венсан Бланшар, Ромен Грефф                 | Перемога                    | [ 5 ]                       |
| Премія «Сезар»              | 22.02.2019                  | Найкращий звук                  | Ів-Марі Омнес, Антуан Бодуен та Стефан Тібо | Номінація                   | [ 5 ]                       |